# Maya Lin

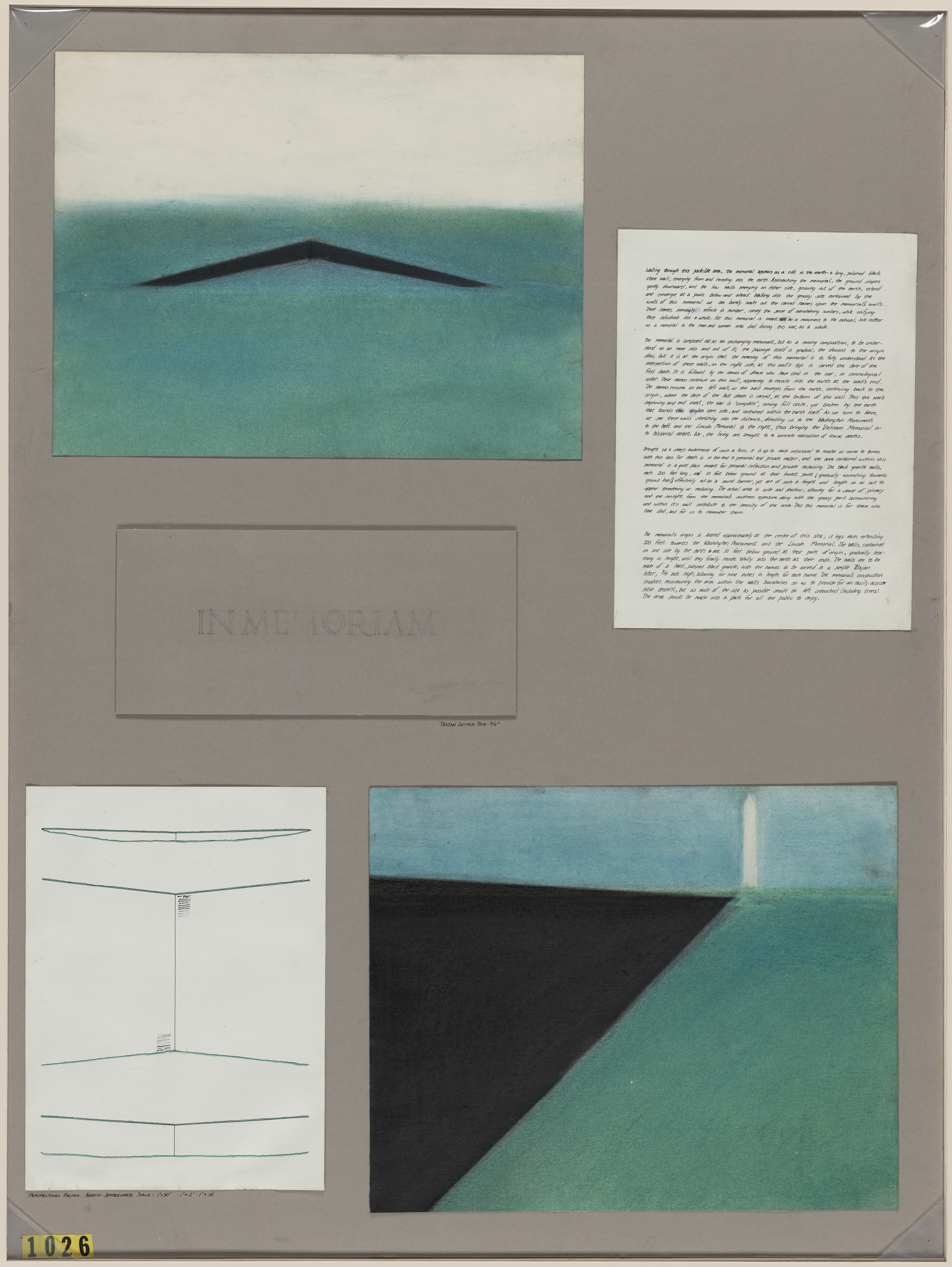
Plansza konkursowego projektu pomnika poległym w wojnie wietnamskiej

Maya Ying Lin (林瓔, pinyin: Lín Yīng, ur. 10 października 1959 w Athens) – amerykańska architekt i artystka pochodzenia chińskiego odznaczona Narodowym Medalem Sztuk.
W wieku 21 lat, jeszcze jako studentka, zwyciężyła w konkursie na pomnik amerykańskich żołnierzy poległych w wojnie wietnamskiej. Waszyngtoński pomnik w postaci wcinającego się w ziemię granitowego muru na planie litery L z wyrytymi nazwiskami zabitych odsłonięto 11 listopada 1982.
W 2003 była jurorką konkursu architektonicznego na odbudowę World Trade Center.